# Synagoga w Mroczy
Synagoga w Mroczy – synagoga znajdująca się w Mroczy przy Placu Wolności.
Synagoga funkcjonowała w latach 1744–1923. Początkowo był to budynek drewniany, następnie murowany. Na początku lat dwudziestych XX wieku gmina żydowska w mieście samorozwiązała się, ponieważ większość jej członków wyemigrowała do Niemiec. W 1923 gmina żydowska sprzedała bóżnicę. Obecnie jest to dom mieszkalny.